# Bert Freed
Pour les articles homonymes, voir Freed.
Bert Freed (né le 3 novembre 1919 dans le Bronx à New York et mort le 2 août 1994 à Sechelt en Colombie-Britannique au Canada) est un acteur américain.

## Filmographie partielle

### Cinéma
- 1950 : La Clé sous la porte de George Sidney : le mari d'Emmy
- 1950 : La Main noire de Richard Thorpe : procureur
- 1950 :  Placide et Zoé à New York (titre original : Ma and Pa Kettle Go to Town) de Charles Lamont : Dutch, Third New York Henchman
- 1950 : 711 Ocean Drive de Joseph M. Newman : Steve Marshak
- 1950 : Mark Dixon, détective de Otto Preminger : détective-sergent Paul Klein (coéquipier de Dixon)
- 1950 : Okinawa de Lewis Milestone : Slattery
- 1951 : La Voleuse d'amour (The Company She Keeps) de John Cromwell: Smitty
- 1951 : Histoire de détective de William Wyler : dét. Dakis
- 1951 : Montagne rouge (titre original : Red Mountain) de William Dieterle : Sgt. Randall
- 1952 : Le Vol du secret de l'atome (titre original : The Atomic City) de Jerry Hopper : Emil Jablons
- 1953 : Tangier Incident de Lew Landers : Kozad
- 1953 : Sergent la Terreur de Richard Brooks : sergent Vince Opperman
- 1953 : La Roulotte du plaisir de Vincente Minnelli : Foreman
- 1954 : L'Escadrille panthère de Andrew Marton : Lt. (jg) Andrew Szymanski
- 1955 : La Toile d'araignée de Vincente Minnelli : Abe Irwin
- 1955 : La Maison des otages de William Wyler : Tom Winston
- 1956 : Unidentified Flying Objects: The True Story of Flying Saucers (en) de Winston Jones : Dayton Colonel
- 1957 : Les Sentiers de la gloire de Stanley Kubrick : Sgt. Boulanger le chef de section
- 1958 : La Déesse (titre original : The Goddess) de John Cromwell : Lester Brackman
- 1959 : Un mort récalcitrant de George Marshall : lieutenant Joe Jenkins
- 1960 : Les Rats de caves de Ranald MacDougall : le barman
- 1960 : Why Must I Die? de Roy Del Ruth : Adler
- 1962 : Qu'est-il arrivé à Baby Jane ? de Robert Aldrich : Ben Golden
- 1963 : Le Motel du crime de Boris Sagal : Sheriff B.L. 'Buck' Wheeler
- 1964 : Shock Treatment de Denis Sanders : Frank Josephson
- 1964 : Le Mercenaire de minuit de Richard Wilson : shérif
- 1964 : Le Crash mystérieux de Ralph Nelson : Dillon
- 1966 : Nevada Smith de Henry Hathaway : Quince
- 1966 : The Swinger de George Sidney : capitaine de police
- 1967 : Sail to Glory de Gerald Schnitzer : Horace Greeley
- 1968 : Syndicat du meurtre de John Guillermin : le lieutenant de police
- 1968 : Police sur la ville de Don Siegel : Chief of Detectives Hap Lynch
- 1968 : Les Troupes de la colère de Barry Shear : Max Jacob Flatow Sr.
- 1968 : Pendez-les haut et court de Ted Post : Schmidt, le bourreau
- 1970 : Le Reptile de Joseph L. Mankiewicz : Skinner
- 1971 : Billy Jack de Tom Laughlin : Mr. Stuart Posner
- 1971 : Evel Knievel (en) de Marvin J. Chomsky : Doc Kincaid
- 1977 : Love and the Midnight Auto Supply de James Polakof : le maire John Randolph
- 1978 : Till Death de Walter Stocker : Dr Sawyer
- 1978 : Barracuda de Harry Kerwin  et Wayne Crawford (en) : Papa Jack
- 1979 : Norma Rae de Martin Ritt : Sam Dakin

### Télévision

#### Séries télévisées
- 1949 : The Ford Theatre Hour : Arsenic and Old Lace (saison 1 épisode 7) : Teddy Brewster
- 1950 : Stars Over Hollywood : Grady Everett for the People (saison 1 épisode 2)
- 1951 : Gruen Guild Playhouse : Peril in the House (saison 1 épisode 6)
- 1954 : Center Stage : Grandfather Takes Off (saison 1 épisode 2)
- 1954 : Goodyear Television Playhouse (en) : The Arena (saison 3 épisode 22)
- 1954 : Studio One : The Strike (saison 6 épisode 38) : Chick
- 1955 : The Philco Television Playhouse : The Ghost Writer (saison 7 épisode 19) : Al Rago
- 1955 : The Philco Television Playhouse : Black Frost (saison 7 épisode 21)
- 1955 : The United States Steel Hour (en) : The Gambler (saison 3 épisode 2) : Sears
- 1955 : The United States Steel Hour (en) : Shoot It Again (saison 3 épisode 9) : Farrell
- 1955 : The United States Steel Hour (en) : Outcast (saison 3 épisode 10) : Christie
- 1955 : Producers' Showcase : Dateline II (saison 2 épisode 3) : Soldat
- 1955 : Studio One : A Most Contagious Game (saison 8 épisode 5) : Mike Jannis
- 1955 : Armstrong Circle Theatre : The Town That Refused to Die (saison 6 épisode 5)
- 1956 : Studio One : This Will Do Nicely (saison 8 épisode 29) : Lt. Burke
- 1956 : Kraft Television Theatre : Death Is a Spanish Dancer (saison 9 épisode 32)
- 1956 : The Alcoa Hour (en) : The Magic Horn (saison 1 épisode 18) : Directeur
- 1956 : The Kaiser Aluminum Hour : Roar of the Lion (saison 1 épisode 3) : Mr. Crandall
- 1957 : Sheriff of Cochise : The Dude (saison 3 épisode 8) : Gallardo
- 1957 : The Phil Silvers Show : The Big Man Hunt (saison 3 épisode 5) : 2e Detective
- 1957 : Armstrong Circle Theatre : The Freedom Fighters of Hungary (saison 7 épisode 8) : Janos
- 1957 : Armstrong Circle Theatre : The Trial of Poznań (saison 7 épisode 10)
- 1958 : Playhouse 90 : The Plot to Kill Stalin (saison 3 épisode 1) : Sokolovsky
- 1958 : Playhouse 90 : The Time of Your Life (saison 3 épisode 3) : Blick
- 1958 : Decoy :The Gentle Gun-Man (saison 1 épisode 30) : Le lieutenant de police
- 1958 : Rendezvous : The Funmaster (Saison 1 épisode 9)
- 1959 : Steve Canyon : The Trap Saison 1 épisode 29) : Le capitaine Dunn
- 1959 : Armstrong Circle Theatre : Sound of Violence (saison 9 épisode 13) : Frank Ryan
- 1959 : Monsieur et Madame détective : Cold Cargo (saison 2 épisode 32) : Healey
- 1959 : Westinghouse Desilu Playhouse : The Killer Instinct (saison 1 épisode 24) : Mallory
- 1959 : Laramie : Fugitive Road (saison 1 épisode 4) : Sgt. Abe Jordan
- 1959 : Tightrope : Thousand Dollar Bill (saison 1 épisode 6) : Dutch Reese
- 1959 : Riverboat : The Faithless (saison 1 épisode 10) : Kester
- 1959 : The Millionaire : Millionaire Sergeant Matthew Brogan (saison 6 épisode 10) : Sgt. Matt Brogan
- 1959 : Law of the Plainsman : Toll Road (saison 1 épisode 13) : Benson
- 1959 : Johnny Staccato : Meurtre en hi-fi (Murder in Hi-Fi) (saison 1 épisode 8) : Police Sgt. Joe Gillen
- 1959 : Johnny Staccato : Un coin de paradis (A Piece of Paradise) (saison 1 épisode 13) : Police Sgt. Joe Gillin
- 1959 : L'Homme à la carabine : The Money Gun (saison 1 épisode 33) : Oat Jackford
- 1959 : Gunsmoke : The F.U. (saison 4 épisode 27) : Al Clovis
- 1960 : Johnny Staccato : Le Cauchemar du ventriloque (Double Feature) (saison 1 épisode 19) : Police Sgt. Joe Gillen
- 1960 : The Detectives : Conspiracy of Silence (saison 1 épisode 18): Joe Travis
- 1960 : M Squad : A Kid Up There (saison 3 épisode 27) : Police Lt. Shannon
- 1960 : Les Incorruptibles : Trois milliers de suspects (Three Thousand Suspects) (saison 1 épisode 24) : Gus Caserta
- 1960 : Startime : The Young Juggler (saison 1 épisode 26) : Couver
- 1960 : Outlaws (en) : The Avenger (saison 1 épisode 21) : Big Walter
- 1960 : Markham : Anxious Angel (saison 1 épisode 43) : Angelo Adamic
- 1960 : Bourbon Street Beat : Reunion (saison 1 épisode 38) : Big Tom Lanza
- 1960 : The Chevy Mystery Show : Enough Rope (saison 1 épisode 10) : Lt. Columbo
- 1960 : Peter Gunn : Tramp Steamer (saison 3 épisode 8) : Matt Poliska
- 1960 : The DuPont Show with June Allyson : Silent Panic (saison 2 épisode 13) : Lieutenant
- 1960 : General Electric Theater : They Like Me Fine (saison 8 épisode 19) : Mitch Green
- 1960 : Alfred Hitchcock présente : Not the Running Type (Pas le genre à s’enfuir) (saison 5 épisode 19) : Capt. Harvey Ellison
- 1960 : Perry Mason : The Case of the Treacherous Toupee (saison 4 épisode 1) : Ken Woodman
- 1960 : Bonanza : Le dernier trophée (The Last Trophy) (saison 1 épisode 27) : Solomon Belcher
- 1961 : The Witness : Jimmy Hines (saison 1 épisode 13)
- 1961 : General Electric Theater : Memory in White (saison 9 épisode 16)
- 1961 : Alfred Hitchcock présente : The Kiss-Off (La Vengeance) (saison 6 épisode 21) : Cooper
- 1961 : Dante : Dante in the Dark (saison 1 épisode 22) : Detective Sgt. Pickard
- 1961 : L'Homme à la carabine : Short Rope for a Tall Man (saison 3 épisode 27) : Ben Crown
- 1961 : Make Room for Daddy : Danny and the Hoodlums (saison 8 épisode 25) : Mr. Eddie Riley
- 1961 : The Case of the Dangerous Robin : The Fabulous Flopper (saison 1 épisode 36)
- 1961 : Target: The Corruptors : The Platinum Highway (saison 1 épisode 3)
- 1961 : King of Diamonds : The Greed Merchant (saison 1 épisode 15) : Andre Goulet
- 1961 : The Dick Powell Show (en) : Doyle Against the House (saison 1 épisode 5) : Paul Sander
- 1961 : Perry Mason : The Case of the Difficult Detour (saison 4 épisode 21) : Edward Parker
- 1962 : Aventures dans les îles : L'ennemi est à bord (The Velvet Trap) (saison 3 épisode 16) : Michael Dannora
- 1962 : Cain's Hundred : The Schemer (saison 1 épisode 17) : Dave Reed
- 1962 : The Dick Powell Show (en) : 330 Independence S.W. (saison 1 épisode 25) : Joe Vista
- 1962 : The Dick Powell Show (en) : Run Till It's Dark (saison 2 épisode 3) : Henderson
- 1962 : Dobie Gillis : What Makes the Varsity Drag? (saison 4 épisode 6) : Coach Prendergast
- 1962 : Perry Mason : The Case of the Poison Pen-Pal (saison 5 épisode 20) : Carl Holman
- 1962 : Dr. Kildare : Operation: Lazarus (saison 1 épisode 33) : Dr Donald White
- 1963 : La route des rodéos : The Judas Goat (saison 1 épisode 21) : Gouverneur Leroy Martin
- 1963 : Les Accusés : Metamorphosis (saison 2 épisode 24) : Le gardien
- 1963 : The Dakotas : Incident at Rapid City (saison 1 épisode 9) : Lloyd Mitchell
- 1963 : Ben Casey : It Is Getting Dark... And We Are Lost (saison 3 épisode 15) : Detective Bradley
- 1963 : Le Virginien : The Final Hour (saison 1 épisode 30) : Milo Henderson
- 1964 : Arrest and Trial (en) : Funny Man with a Monkey (saison 1 épisode 15) : Sgt. Gregson
- 1964 : Ben Casey : I'll Get on My Ice Floe and Wave Goodbye (saison 3 épisode 18) : Edward Benton
- 1964 : Route 66 : Follow the White Dove with the Broken Wing (saison 4 épisode 20) : Captain West
- 1964 : Au-delà du réel : Un envoyé très spécial (The Special One) (saison 1 épisode 28) : Joe Hayden
- 1964 : Bob Hope Presents the Chrysler Theatre : The Game with Glass Pieces (saison 1 épisode 26) : Mr. S
- 1964 : Mr. Novak : Moonlighting (saison 2 épisode 1) : Lorimer
- 1964 : The Nurses : The Prisoner: Part 1 (saison 3 épisode 2) : Detective Sergeant Sam Crowell
- 1964 : The Nurses : The Prisoner: Part 2 (saison 3 épisode 3) : Detective Sgt. Sam Crowell
- 1964 :  Karen : Father Daughter Dance (saison 1 épisode 7) : Mr. Francis
- 1964 : Perry Mason : The Case of the Ruinous Road (saison 8 épisode 14) : Joe Marshall
- 1965 : Petticoat Junction : Hooterville Crime Wave (saison 2 épisode 19) : Detective Horton
- 1965 : Les Monstres : Les Problèmes déménagent (Munsters on the Move) (saison 1 épisode 27) : Mr. Dennison
- 1965 : Combat ! : Odyssey (saison 3 épisode 31) : Sgt. Weber
- 1965 : Dr. Kildare : With Hellfire and Thunder (saison 5 épisode 11) : Directeur
- 1965 : Gunsmoke : The Bounty Hunter (saison 11 épisode 7) :Chris Thornton
- 1965 : Voyage au fond des mers : Le Saboteur (The Saboteur) (saison 1 épisode 24) : Dr Ullman
- 1965 : Voyage au fond des mers : Les Saboteurs de l'inconnu (The Silent Saboteurs) (saison 2 épisode 10) : Halden
- 1965 : The Loner (en) : Hunt the Man Down (saison 1 épisode 13) : Sheriff Ross
- 1965 : Insight : The Right-Handed World
- 1966 : Papa Schultz : Un homme pour un autre (The Great Impersonation) (saison 1 épisode 21) : Maj. Bernsdorf
- 1966 : L'Extravagante Lucy : Lucy Goes to a Hollywood Premiere (saison 4 épisode 20) : Miller
- 1966 : Max la Menace : La symphonie de Hubert (Hubert's Unfinished Symphony) (saison 1 épisode 26) : Badeff
- 1966 : Man Called Shenandoah : Aces and Kings (saison 1 épisode 28) : Sheriff Wade
- 1966 : Shane : The Distant Bell (saison 1 épisode 1) : Rufe Ryker
- 1966 : Shane : The Hant (saison 1 épisode 2) : Ryker
- 1966 : Shane : The Wild Geese (saison 1 épisode 3) : Rufe Ryker
- 1966 : Shane : An Echo of Anger (saison 1 épisode 4) : Rufe Ryker
- 1966 : Shane : The Bitter, the Lonely (saison 1 épisode 5) : Rufe Ryker
- 1966 : Shane : Killer in the Valley (saison 1 épisode 6) : Rufe Ryker
- 1966 : Shane : Day of the Hawk (saison 1 épisode 7) : Rufe Ryker
- 1966 : Shane : The Other Image (saison 1 épisode 8) : Rufe Ryker
- 1966 : Shane : Poor Tom's A-Cold (saison 1 épisode 9) : Rufe Ryker
- 1966 : Shane : High Road in Viator (saison 1 épisode 10) : Rufe Ryker
- 1966 : Shane : The Day the Wolf Laughed (saison 1 épisode 11) : Rufe Ryker
- 1966 : Shane : The Silent Gift (saison 1 épisode 12) : Rufe Ryker
- 1966 : Shane : The Big Fifty (saison 1 épisode 14) : Rufe Ryker
- 1966 : Shane : The Great Invasion: Part 1 (saison 1 épisode 15) : Rufe Ryker
- 1966 : Shane : The Great Invasion: Part 2 (saison 1 épisode 16) : Rufe Ryker
- 1966 : Shane : A Man'd Be Proud (saison 1 épisode 17) : Rufe Ryker
- 1966 : La Grande Vallée : Hazard (saison 1 épisode 24) : Juge Ben Colter
- 1966 : La Grande Vallée : Caesar's Wife (saison 2 épisode 4) : Henry Marvin
- 1967 : Le Cheval de fer  : The Pembrooke Blood (saison 1 épisode 18) : Breed Pembrooke
- 1967 : Le Frelon vert : Deux flics pourris (Bad Bet on a 459 Silent) (saison 1 épisode 21) : Police Sgt. Bert Clark
- 1967 : Vacation Playhouse : Heaven Help Us (saison 5 épisode 4) : Mr. Walker
- 1967 : L'Homme de fer : Une feuille dans la forêt (The Leaf in the Forest) (saison 1 épisode 3) : Det. Keeley
- 1967 : L'Homme de fer : Les nombres qui tuent (Tagged for Murder) (saison 1 épisode 8) : Sgt. Cable
- 1967 : Tarzan : Cargaison dangereuse (Hotel Hurricane) (saison 2 épisode 9) : Bonacci
- 1967 : La Grande Vallée : Days of Grace (saison 2 épisode 29) : Homer Roberts
- 1967 : Le Virginien : A Small Taste of Justice (saison 6 épisode 14) : Jason Ainsworth
- 1968 : Match contre la vie : One Bad Turn (saison 3 épisode 17) : Sheriff Parsons
- 1968 : The Guns of Will Sonnett : And He Shall Lead the Children (saison 1 épisode 20) : Frank Stover
- 1968 : Bonanza : Le défunt en Cartwright (The Late Ben Cartwright) (saison 9 épisode 22) : Broom
- 1968 : La Grande Vallée : The Profit and the Lost (saison 4 épisode 9) : Rance Kendell
- 1969 : The Outsider : Take the Key and Lock Him Up (saison 1 épisode 19) : Elkins
- 1969 : Le Grand Chaparral : A Fella Named Kilroy (saison 2 épisode 23) : Telford Burris
- 1969 : Les Règles du jeu : Breakout to a Fast Buck (saison 1 épisode 25) : Warden
- 1969 : Then Came Bronson : Pilote de la série : Editor Carson
- 1969 : Le Ranch : The Kid (saison 2 épisode 3) : Toby Jencks
- 1969 : Mannix : Les dents du serpent (Tooth of the Serpent) (saison 3 épisode 13) : R. Eberhard
- 1969 : Mission impossible : Attentat nucléaire (Time Bomb) (saison 4 épisode 12) : gén. Brenner
- 1970 : La Nouvelle Équipe : The Deadly Sin (saison 2 épisode 21) : Paul Laker
- 1971 : Insight : The Wrinkle Squad
- 1971 : Le Virginien : The Regimental Line (saison 9 épisode 21) : col. Harmon
- 1971 : Ah ! Quelle famille : Greener Pastures (saison 1 épisode 14) : Tom Weaver
- 1971 : Longstreet : I See, Said the Blind Man (saison 1 épisode 10) : Lt. Ryder
- 1972 : Le Sixième Sens : I Do Not Belong to the Human World (saison 1 épisode 1) : prof. Calvin Blake
- 1972 : Mission impossible : La Vérité (Committed) (saison 6 épisode 18) : Leon Chandler
- 1972 : The Partridge Family : For Sale by Owner (saison 3 épisode 13) : Mr. Sharp
- 1972 : Cannon : L'Ombre (The Shadow Man) (saison 2 épisode 10) : Lt. Asher
- 1973 : Barnaby Jones : Twenty Million Alibis (saison 1 épisode 13) : Det. Capt. Ben Wyatt
- 1974 : Owen Marshall, Counselor at Law : A Foreigner Among Us (saison 3 épisode 16) : juge
- 1974 : Police Story : Fingerprint (saison 1 épisode 19) : Burt Cohen
- 1974 : La Barbe à papa : Harvest (saison 1 épisode 8)
- 1974 : Un shérif à New York : The 42nd Street Cavalry (saison 5 épisode 4) : Packy Keefe
- 1975 : Dossiers brûlants : Prénom R.I.N.G. (saison 1 épisode 12) : Capt. Akins
- 1975 : McMillan : The Deadly Inheritance (saison 5 épisode 1) : Edgar Winfield
- 1975 : The Rookies : Eye for an Eye (saison 4 épisode 17) : Capt. Milt Hirshman
- 1975 : Lincoln : Sad Figure, Laughing (saison 1 épisode 2) : Edwin Stanton
- 1976 : Cannon : Le Pays des songes (Revenge) (saison 5 épisode 19) : Col / Gen Beardsley
- 1976 : Bronk : Death with Honor (saison 1 épisode 24) : Trent
- 1976 : Lincoln : The Last Days (saison 2 épisode 3) : Sec. Edwin Stanton
- 1976 : Serpico : Chacun doit payer ses dettes (Every Man Must Pay His Dues) (saison 1 épisode 5) : Jack Powell
- 1976 : Les Rues de San Francisco : Le Coup de bluff (Police Buff ) (saison 4 épisode 15) : Morry
- 1977 : Les Rues de San Francisco : La randonnée dangereuse (Dead Lift) (saison 5 épisode 20) : Mr. Jenks
- 1978 : Drôles de dames : Acrobaties (Angel on High) (saison 3 épisode 4) : Jonathan Stambler
- 1978 : Barnaby Jones : The Picture Pirates (saison 7 épisode 11) : Edward V. Emery
- 1979 : Salvage 1 : The Haunting of Manderley Mansion (saison 1 épisode 4) : Sam Bishop
- 1979 : Salvage 1 : Hard Water: Part 1 (saison 2 épisode 1) : Sam Bishop
- 1979 : Salvage 1 : Hard Water: Part 2 (saison 2 épisode 2) : Sam Bishop
- 1980 : Vegas : The Private Eye Connection (saison 2 épisode 11) : Tony Regosi
- 1980 : Skag (en) : Pilote de la série : Bishop
- 1981 : Darkroom : Stay Tuned, We'll Be Right Back (saison 1 épisode 2) : M. Miller, le père de Charlie
- 1982 : L'Homme qui tombe à pic : Devine qui vient en ville (Guess Who's Coming to Town?) (saison 1 épisode 17) : George Farr
- 1982 : Au fil des jours : Miracle of Birth: Part 2 (saison 8 épisode 9) : Dr Tishman
- 1983 : K 2000 : L’Oiseau blanc (saison 1 épisode 19) : Anthony Solan
- 1984 : L'Homme qui tombe à pic : La femme au couteau (The Huntress) (saison 3 épisode 14) : Riggins
- 1985 : Riptide : La Malédiction de Mary Aberdeen (Curse of the Mary Aberdeen) (saison 2 épisode 14) : Jessup Taylor
- 1986 : ABC Afterschool Special : Are You My Mother? (saison 14 épisode 6) : Bert

#### Téléfilms
- 1968 : A Punt, a Pass, and a Prayer de Tom Donovan: Pete Johnson
- 1970 : The Andersonville Trial de George C. Scott : The Board of Military Judges
- 1970 : Cavale pour un magot (titre original : Breakout) de Richard Irving : Fletcher
- 1973 : Incident at Vichy de Stacy Keach : Marchand, un homme d'affaires
- 1975 : Death Scream (en) de Richard T. Heffron : détective Ross
- 1977 : In the Matter of Karen Ann Quinlan de Glenn Jordan : Dr Julius Korein
- 1981 : Charlie and the Great Balloon Chase de Larry Elikann  : Carlo